# Світле (Хмельницький район)
Світле — село в Україні, у Заслучненській сільській громаді Хмельницького району Хмельницької області. Населення становить 123 особи.

## Історія
До 2016 року село носило назву Улянівка Друга. 